# 헬레네 추 발데크운트피르몬트
헬레네 추 발데크운트피르몬트(Helene zu Waldeck und Pyrmont, 1861년 2월 17일 ~ 1922년 9월 1일)는 영국의 왕가 일원이다. 발데크피르몬트 후작 게오르크 빅토르와 헬레네 폰 나사우 공녀의 다섯째 딸이며 올버니 공작 레오폴드와 결혼하여 1남 1녀를 두었다.